# 埃尔德焦峡谷
埃尔德焦峡谷（冰島語發音：[ˈɛltˌcauː] ⓘ，字面义「火之峡谷」）是冰岛的一处火山兼峡谷，属于卡特拉火山的一部分，是一条长约40公里的火山口和裂缝喷发口的组成部分。这条裂缝自卡特拉火山向东北方向延伸，几乎抵达瓦特纳冰原。大约在公元939年，这条裂缝发生了一次重大喷发，是近代历史上规模最大的一次溢流式喷发。此次喷发的熔岩总体积达18.6立方公里，覆盖了约780平方公里的土地。
尽管冰岛关于此次喷发的记录非常有限，但通过古气候学代用指标，以及来自中国、欧洲和伊斯兰世界的历史文献记载，可以看出其对北半球气候的广泛影响。埃尔德焦的喷发导致大气明显降温，整个欧亚大陆因而经历了严酷的寒冬与粮食危机。

## 地质
大西洋洋中脊与冰岛热点的相互作用，形成了构成冰岛的火山岩层。冰岛有四大火山区：岛东北部的北火山区、岛东南部的东火山区、岛西南部的西火山区，以及岛西部的斯奈山半岛火山区。前三片火山区组成一个倒「Y」字结构，每一区均由一系列火山与构造线性带组成。这些线性带从北－东北方向延伸至南－西南方向，线性带上遍布着众多火山机构。埃尔德焦便位于东火山区内。这一区域没有大型盾状火山，存在大量绵延的喷发裂隙，拉基火山便是其中之一。
冰川作用对冰岛的火山活动产生了显著影响。全新世早期发生的大规模喷发——例如8600年前释放量达25立方公里（6.0立方英里）的肖尔索熔岩喷发——被认为与更新世积冰融化引发的地壳卸载有关。不过，这一过程似乎并未影响埃尔德焦的喷发。此次喷发可能更动了卡特拉火山的地貌结构，从而改变了该区域的冰川活动。来自卡特拉火山的冰川融水通过若干冰下「隧道」排出，其中一条正与埃尔德焦裂隙重合。裂隙带上的地热活动致使米达尔斯冰原的东北部分持续融化，形成锅状洼地。来自冰原的冰碛一直延伸至埃尔德焦裂隙带。
埃尔德焦喷发的火山岩以碱性玄武岩为主，其化学成分相对均一，含有单斜辉石、橄榄石、磁铁矿与斜长石等斑晶。此外还存在少量拉斑质岩石。卡特拉火山岩浆的成分显示出长期变化的迹象，说明其岩浆系统存在一种持续变动的长期循环，而埃尔德焦的喷发似乎标志着该循环的一个新开端，这一状态持续至今。有证据表明，埃亚菲亚德拉火山往往先于卡特拉火山喷发。因此在2010年埃亚菲亚德拉火山爆发之后，卡特拉火山可能再次喷发的风险引发了广泛关注。

## 地理与地貌

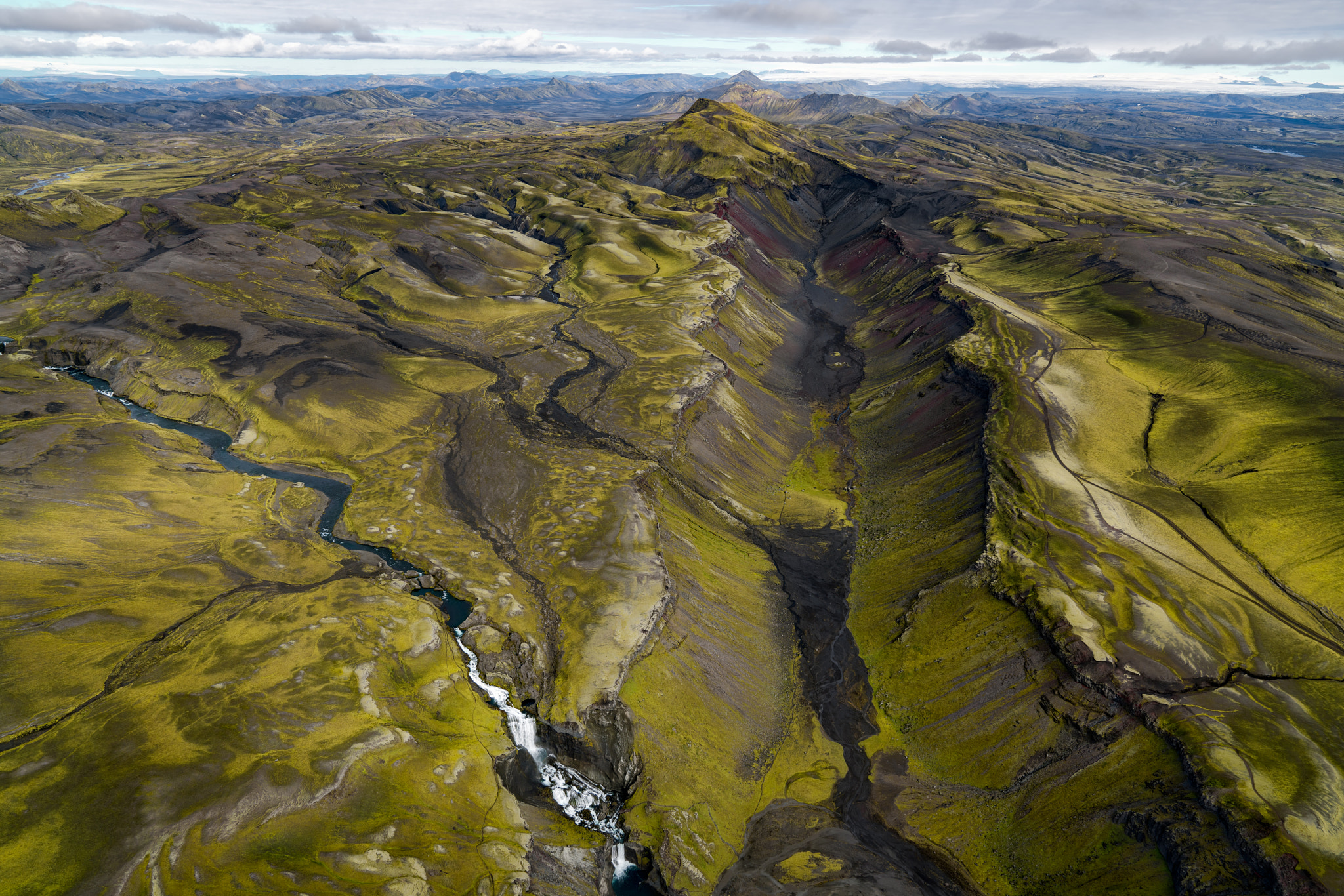
埃尔德焦峡谷

「埃尔德焦」（Eldgjá）在冰岛语中意为「火之峡谷」，指的是构成火山的裂隙口；该术语也常用于描述冰岛的其他火山裂谷。埃尔德焦地处兰德曼纳劳卡与教堂镇之间，著名旅游景点奥法伊吕瀑布便位于埃尔德焦主裂隙中。瀑布上方曾有一座天然石桥，为著名拍摄景点，后于1990年代初坍塌。自2011年以来，埃尔德焦的北部区域（包括奥法伊吕瀑布）及周边地区被纳入瓦特纳冰川国家公园，整个埃尔德焦地区则于2010被划入卡特拉地质公园。峡谷内设有游客信息中心及野餐场所，便于游客参观。
埃尔德焦峡谷是一条东北-西南走向的地堑，内有多个爆炸坑。这条地堑全长约8.5公里（5.3英里），宽约600米（2000英尺），深约150米（490英尺），是一个更大规模的、总长达40公里（25英里）的断错地堑的一部分。峡谷自西南向东北，可划分为四个地段。最东北段被称作「卡姆巴火山口」（Kambagígar，[ˈkʰampaˌciːɣar̥]），而「埃尔德焦」这个名称通常仅用于指代峡谷中部8.5公里的主段。不过，公元939年的大规模喷发实则亦有其他地段参与。整座峡谷起始于西南方向米达尔斯冰原上的厄尔迪山冰川（[ˈœltʏˌfɛlsˌjœːkʏtl̥]；此处冰盖覆盖了部分裂隙），向东北横贯山区地带，几乎延伸至斯塔卡山（Stakafell，[ˈstaːkaˌfɛtl̥]）附近的瓦特纳冰原，成为全冰岛最长的火山裂隙。
埃尔德焦裂隙带由地裂缝、熔岩丘、正断层、熔岩湖、碎屑火山锥与寄生火山锥构成。这些锥体呈线状排列，颜色从红色到灰色不等，由熔岩、火山渣和喷溅物交替层叠组成。火山渣有时会在高温下与喷溅物熔合，形成类似熔岩流的结构。已有证据表明，埃尔德焦的裂缝喷发口在公元930年代的喷发之前就已存在，其持续活动可以通过地表形变进行观测。
埃尔德焦峡谷是卡特拉火山的一部分，后者包括一系列裂缝喷发口，以及被米达尔斯冰盖覆盖的破火山口。埃尔德焦峡谷在向东北方向延伸时，距离1783–1784年代的拉基裂缝喷发口约5公里（3.1英里），方向大致平行。拉基裂缝喷发口是格里姆火山的一部分。该地区还有其他多个火山中心，其中一些在历史上曾发生过大规模的裂缝喷发。

## 10世纪的喷发
埃尔德焦火山喷发是全新世时期卡特拉火山系统最大规模的喷发，也是过去几千年全球范围内最大规模的溢流式火山喷发，同时也是迄今为止卡特拉火山系统唯一一次发生在喷发口以外的喷发事件。本次喷发涉及长达75公里（47英里）的区域，包括卡特拉的中央破火山口与埃尔德焦裂隙带。整个过程中大约发生了16次普林尼式或亚普林尼式喷发，喷发柱估计高达15公里（9.3英里）。这些喷发并非同时发生于埃尔德焦裂隙系统中，而是先从卡特拉中央火山开始，逐步向东北方向传递。喷发过程包括剧烈的熔岩喷泉、爆炸式喷发以及大量熔岩溢流。
这次喷发与公元930年代冰岛地区一次活跃的大陆张裂事件有关。在此期间，岩浆注入岩脉，导致地表变形，引发卡特拉火山系统的岩浆迁移。部分岩浆进入卡特拉火山的岩浆房，诱发了富硅质岩浆的释放。这些岩浆是喷发碎屑的组成部分，且在某一阶段与玄武质岩浆同时喷发。此外，冰岛其他火山，如巴达本加火山、格里姆火山以及南半岛区的火山，也可能在埃尔德焦喷发的同时发生过喷发。

### 年代测定
埃尔德焦火山喷发发生于公元930年代，但其确切年代长期以来未有定论。早期研究认为其发生于934年至938年之间，而2015年发表的最新研究则指出：喷发始于939年，可能于次年结束，也可能延续了数年之久。年代测定的淆乱源于这样一个事实：埃尔德焦的喷发与之后发生于中朝边境的长白山火山大喷发仅相隔7年。因此，一些被归因于埃尔德焦喷发的异常气候现象，实际上可能是由长白山的喷发引起的。不过，长白山大喷发只产生了少量的硫酸盐气溶胶，远少于埃尔德焦喷发所产生的量，对当时全球气候的降温作用远不及埃尔德焦。卡特拉火山的碎屑层起初被认为是公元1000年喷发的产物，现在则被认为是埃尔德焦喷发的一部分。

### 喷发产物
此次喷发产生了两片以绳状熔岩为主的熔岩流，分别从裂隙带的南部和中部区域涌出。这些熔岩通过熔岩管沿河谷与峡谷下行，最终流入海洋。熔岩流的覆盖面积约达780平方公里（300平方英里），总体积为18.6立方公里（4.5立方英里），是过去1100年间最大的熔岩流。这些熔岩掩埋了早期喷发的痕迹，使河谷阻塞、河流改道，同时也改变了地貌，以至于卡特拉火山东侧平原的大部分区域再也不会受到来自火山的冰湖溃洪的影响。诸如奥尔塔韦尔斯火山口（Álftaversgígar，[ˈaul̥taˌvɛr̥sˌciːɣar̥]）、兰德布罗特斯山丘（Landbrotshólar，[ˈlantˌprɔtsˌhouːlar̥]；冰岛最大的锥丘复合体）等无根火山锥，都与埃尔德焦的熔岩流有关，尽管后者的年代可能更早。此外，拉基火山的喷发掩埋了埃尔德焦东北部的许多熔岩流。
本次喷发中，大约有1.3立方公里致密岩石当量、以玄武岩为主的喷出物，在喷发过程中形成了体积达4.5立方千米（1.1立方英里）的喷发碎屑，主要堆积于埃尔德焦以南及东南方向。喷发碎屑在岩浆型与准岩浆型喷发的交替作用下形成，与常见的卡特拉火山碎屑相比，其成分更为复杂。外部水源（如冰川融水）不是此次爆炸性喷发的关键因素。部分喷发发生在卡特拉冰盖以下，导致冰盖东侧形成了克里基（Kriki，[ˈkʰrɪːcɪ]）玻质碎屑岩，这是熔岩与冰相互作用的产物。喷发期间，米达尔斯冰盖的北部、东部（甚至包括南部）都发生了冰湖溃洪，但由于之后的融水洪流与熔岩掩埋了这些沉积物，目前很难准确追踪这些洪水的影响范围。已有证据表明，埃尔德焦的喷发永久改变了卡特拉火山的内部结构，后者的喷发速率相较于过去的两千年有明显的下降，并且自此次喷发以来，火山南侧与西侧再未发生过冰湖溃洪。

### 碎屑与气溶胶的排放
埃尔德焦喷发所产生的碎屑层与硫酸盐层均被发现于格陵兰岛的冰芯中，这些冰层有更高的酸性、更多的盐分，同时含有更多的微小玻璃碎片。科学家们利用火山喷发产生的碎屑层测定北半球湖泊沉积物和冰芯的年代、埃亚菲亚德拉冰盖及他处火山喷发的时间，以及岛上冰川运动、维京时代相关事件的精确年代。
大型火山喷发会释放大量二氧化硫气体，在大气中形成气溶胶云幕，减少地表接收的阳光，进而改变气候。埃尔德焦的二氧化硫喷发量约为2.32×10⁸吨，这一数值超过了历史上其他著名的火山喷发（如1815年的坦博拉火山喷发与1600年的瓦伊纳普蒂纳火山喷发），但可能低于1783年拉基火山喷发的水平，因为准岩浆型喷发过程可能消耗了喷发柱中的部分硫酸盐。埃尔德焦喷发是过去几千年来规模最大的火山性大气污染事件。喷发出的铂元素痕迹已在西半球各地被发现，这些痕迹可用于测定考古遗址的年代。
我们望向太阳，却感受不到任何力量，既无光也无热。但我们看见天空，颜色或形态仿佛变得粘稠。还有人说他们看到太阳像只有半边。——Annales Casinates，意大利
埃尔德焦喷发对气候的影响已被多种环境记录证实，包括洞穴沉积物、历史文献记载、冰芯、树木年轮等。这次喷发甚至可能向南影响到澳大利亚。年轮数据显示，公元940年北半球气温下降约0.7–1.5 °C（1.3–2.7 °F），美国阿拉斯加、加拿大落基山脉、中亚游牧区、中欧和斯堪的纳维亚受到的影响尤为显著。在加拿大与中亚，气温下降持续至941年。火山气溶胶时常削弱尼罗河流域的季风系统。公元939年，尼罗河水位异常偏低。而在埃尔德焦及同世纪其他火山喷发之后，欧洲的洪水频率增加，这一现象与波兰地区桤木数量减少有关。但也有研究指出，一些原本归因于埃尔德焦喷发的气候变化，实际上可能是同时期其他火山喷发造成的（如墨西哥的塞波鲁科火山）。
从黎明开始到翌日中午，太阳呈血色。——Chronicon Scotorum，可能是埃尔德焦火山灰云的目击记载。

## 对人类的影响
尽管公元10世纪冰岛已有人类定居，且埃尔德焦喷发带来了严重影响，但当时并无有关此次喷发的文献记载。后来的有关记录零散地出现在《定居书》中，其成书时间在喷发事件约200年后。冰岛史诗《女巫的预言》中的某些场景也可能记录了这次喷发，或是卡特拉火山的其他喷发事件。据《定居书》记载，喷发后的熔岩流迫使卡特拉火山东侧的定居者播迁他处，位于卡特拉东南部的奥尔塔韦尔区域至少有两个定居点被熔岩摧毁，不得不永久废弃，12世纪的文献将这一地区称作「荒原」。喷发碎屑覆盖了冰岛约20000平方公里（约7700平方英里）的土地，其中有600平方公里（230平方英里）的土地，碎屑层厚度超过1米，已无法继续居住；2600平方公里（1,000平方英里）的土地，碎屑层厚度超过20厘米，受到严重损害。这场灾难可能中断了冰岛早期的定居进程，并在一定程度上促成了冰岛的基督教化。不过也有学者认为，相比于18世纪的拉基火山喷发时期，当时冰岛的人口结构和适应能力可能更强，因此埃尔德焦喷发的影响相对较小。
定居者莫尔达-格努皮尔（Molda-Gnúpur）在库扎菲奥特河（Kúðafjót）与埃亚劳河（Eyjará）之间的奥尔塔韦尔（Álftaver）地区安家。当时该地有一片大湖，非常适合猎天鹅。他将部分土地出售给新来的定居者，这里很快变得热闹起来。后来此地被jarðeldur（字面义「地火」，即熔岩）吞没，于是人们逃往西部的赫夫扎山麓（Höfðabrekka），并在蒂亚尔达原野（Tjaldavellir）搭起营地。——《定居书》，pp. 328–331
尽管当时的冰岛没有留下文献记录，欧洲的史书中却保留了相关天象与气候变化的记载。德国、爱尔兰、意大利、葡萄牙和西班牙都有关于「天空变暗」的记载，尽管这些记录是否直接与埃尔德贾喷发相关，学界仍有争议。939至942年，欧洲和中国的冬季异常严寒，出现海洋与运河结冰的情况，夏季则出现严重干旱。中国、北非马格里布地区、中东黎凡特及西欧都有粮食危机的报告，被认为与此次喷发之间存在关联。更有学者提出，后晋王朝的灭亡、中国同时期的蝗灾、欧洲的牲畜瘟疫、爱尔兰人类活动的减少以及日本的叛乱，都可能与埃尔德焦间接相关。

### 重复喷发的影响
每隔几个世纪，冰岛岛上由裂缝喷发口引发的大规模溢流式喷发就会再度发生。2010年，埃亚菲亚德拉冰盖火山爆发。尽管其规模（0.27±0.07 立方公里）远小于当年埃尔德焦喷发，但仍然严重扰乱了全球航空交通，航空公司仅经济损失就超过10亿美元。这是因为火山灰会干扰飞机发动机的正常运作。广泛分布的火山气溶胶层还会带来其他方面的危害，包括对各类设备的腐蚀作用、导致海上能见度下降引发事故，气溶胶被人体吸入也会损害健康。这种火山喷发的影响甚至可能远播北非地区。